# Защитная арматура

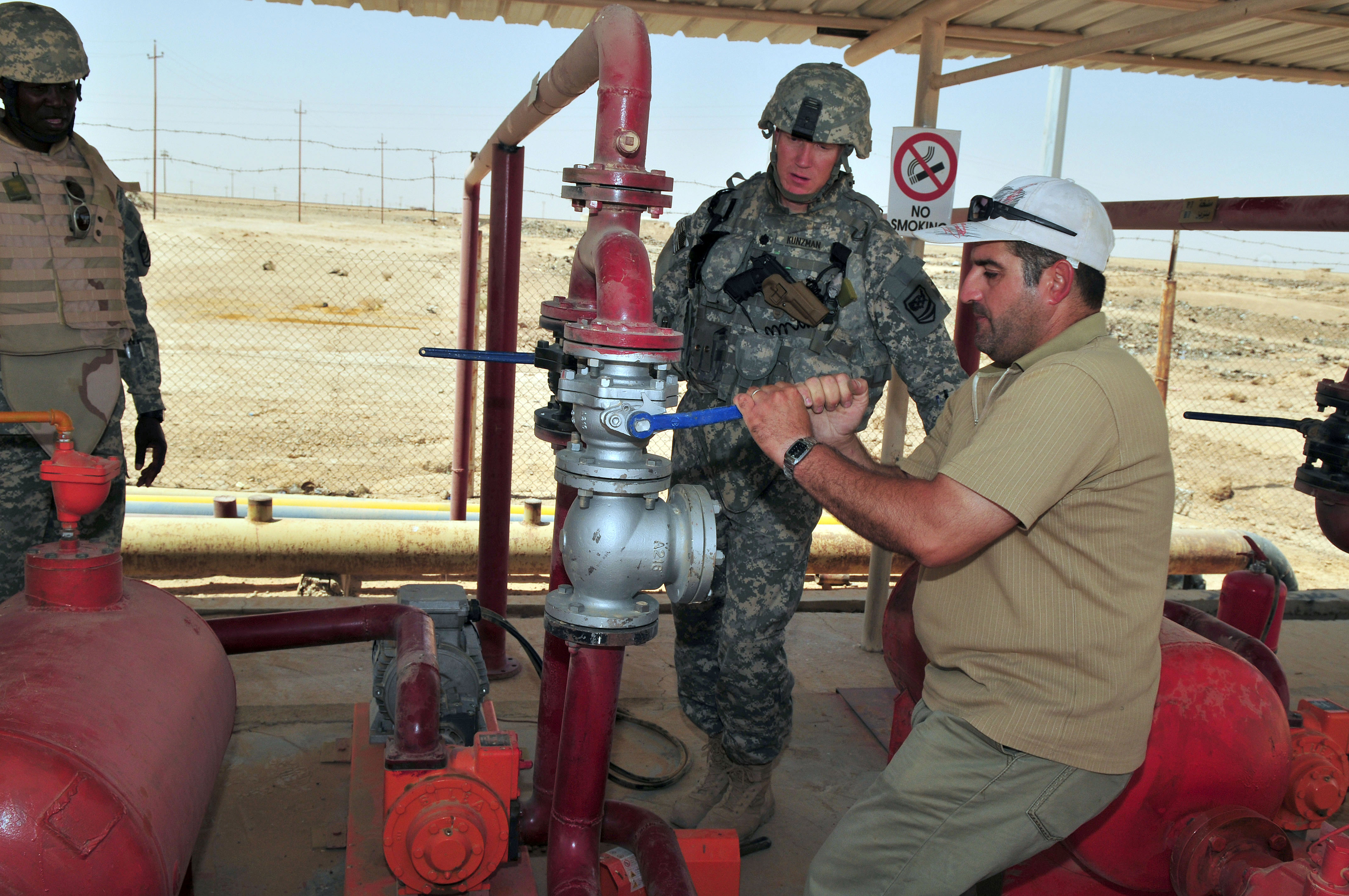
Эр-Рамади, провинция Анбар. Иракский инженер проверяет клапан защитной арматуры на распределительной системе топливной базы.

Защитная арматура — вид трубопроводной арматуры, предназначенный для защиты технологических систем, оборудования, трубопроводов, насосов и сосудов под давлением от возникновения или последствий аварийных ситуаций. В результате эксплуатации могут возникать различные проблемы, обусловленные неисправностями оборудования, неправильным ведением технологического процесса, другими сторонними факторами (применительно к рисунку справа это может быть, к примеру, разрушение части топливной системы очередью из пулемёта). Они могут повлечь за собой гидроудары при внезапном изменении потока среды на обратный, что может привести к поломке насосов и других устройств. Также при повреждении или разрушении трубопроводов или оборудования систем, если не ликвидировать или ограничить течь защитной арматурой, можно нанести серьёзный вред производственным помещениям, персоналу, экологии окружающей среды, в особенности в случае применения в системе взрыво- и пожароопасной, токсичной или радиоактивной рабочей среды.
По своему назначению защитная арматура очень близка к предохранительной: оба вида должны предотвращать отклонения от нормального течения технологического процесса и ограничивать последствия таких отклонений, не давая развиться серьёзным авариям. Главное их отличие — в принципе действия. Если предохранительная арматура открывается, обеспечивая массотвод, и, за счёт него, снижение параметров системы, то защитная — закрывается, отключая защищаемый участок системы или единицу оборудования.

## Основные виды

### Обратный клапан

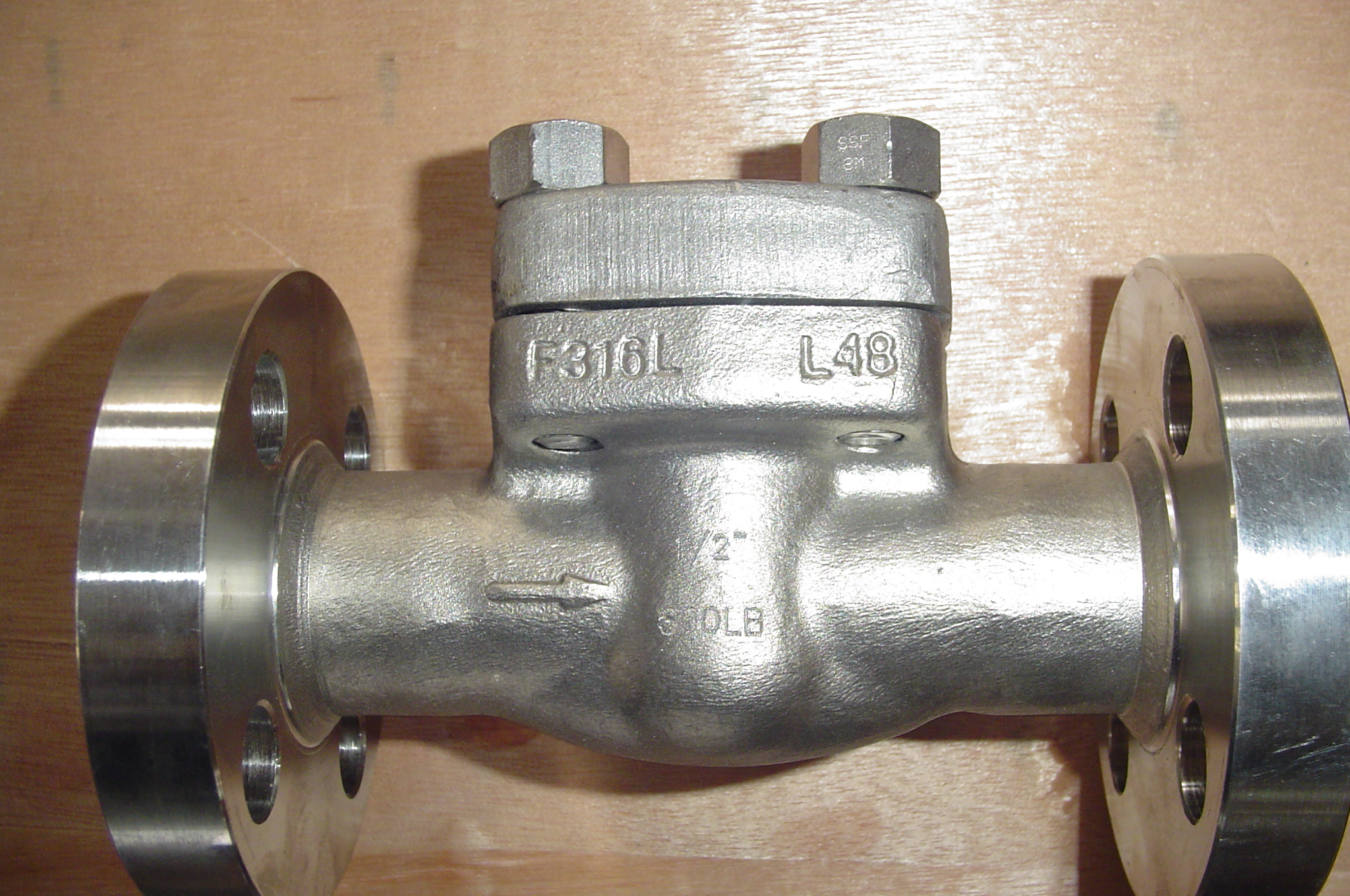
Внешний вид типичного стального обратного клапана с фланцевыми соединениями.

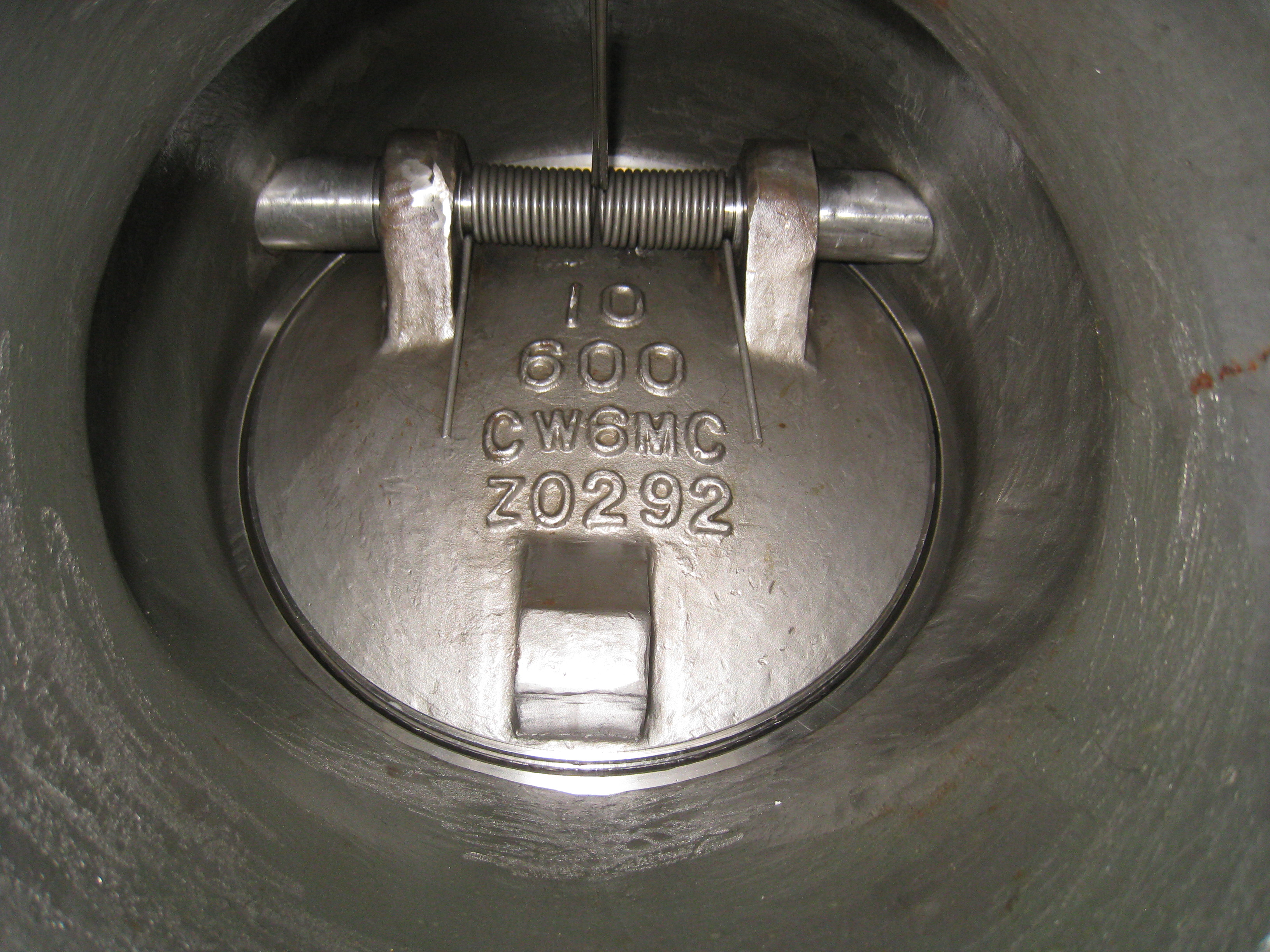
Обратный затвор, вид изнутри.

Эти устройства получили широчайшее распространение в связи с важностью своей функции — недопущения изменения направления потока среды, что является постоянным фактором возможной поломки оборудования в сложных технологических схемах, например, в случае объединения напорных линий нескольких насосов в одну, на каждой из них устанавливается один или несколько обратных клапанов для защиты от давления работающего насоса остальных. Кроме того, при аварийном падении давления на одном из участков трубопровода, на смежных давление сохраняется, что также может привести к образованию обратного тока среды, недопустимого для нормальной работы системы и опасного для её оборудования.
Обратные клапаны делятся на:
- собственно обратные клапаны (до 1982 года в России назывались подъемными[3]), затвором в них служит золотник, который перемещается возвратно-поступательно по направлению потока среды через седло. По конструкции и технологии изготовления они проще, чем другие типы, при этом позволяют обеспечить надёжную герметичность, но такие устройства более чувствительны к загрязнённым средам, при воздействии которых возможно заедание клапана;
- затворы обратные (ранее назывались поворотными), в них затвором является круглый диск, совершающий поворот вокруг своей оси. Они менее чувствительны к загрязнённым средам и имеют возможность обеспечения работоспособности затворов для весьма больших диаметров трубопроводов.

В обоих случаях эти устройства пропускают среду в одном направлении и предотвращают её движение в противоположном, действуя при этом автоматически и являясь арматурой прямого действия(наряду с предохранительными клапанами и регуляторами давления прямого действия), но существуют также конструкции, в которых совмещены функции обратной и запорной арматуры. Невозвратно-запорные — это обратные клапаны и затворы, которые возможно принудительно закрыть при помощи ручного или механического устройства (пневмо-, гидро- или электропривода). В невозвратно-управляемых возможно не только принудительное закрытие, но и открытие затвора.
Обратные клапаны, как правило, устанавливаются на горизонтальных участках трубопроводов, а затворы — как на горизонтальных, так и на вертикальных участках. По направлению потока рабочей среды клапаны обратные в основном выполняются проходными (направление потока в них не изменяется), но встречаются и угловые(направление потока меняется на 90°), а затворы обратные — только проходными.

### Отключающие клапаны

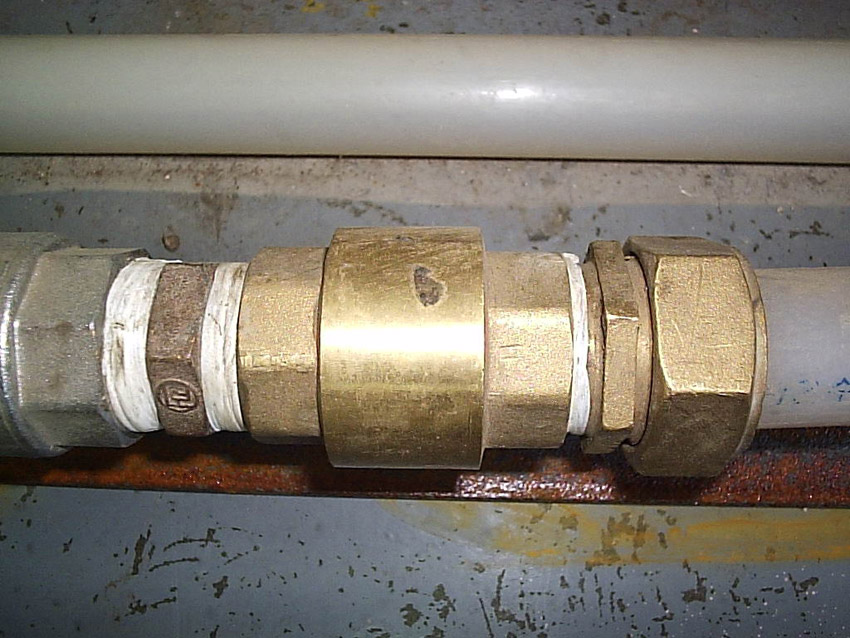
Отключающий клапан на пластиковой трубе.

К защитной арматуре, срабатываемой автоматически, также относятся отключающие устройства, задача которых — предотвратить течь или выброс рабочей среды из трубопровода в случае его разрыва. Такие клапаны применяются, как правило, на импульсных трубопроводах малых диаметров для рабочих сред, выброс которых в окружающую среду недопустим, например в энергетических установках, включая АЭС, и в некоторых других отраслях промышленности.
При нормальном режиме работы оборудования такой клапан открыт, пропуская через себя поток рабочей среды. В случае резкого увеличения скорости потока при разрушении трубопровода, клапан автоматически (под действием пружины) закрывается, прекращая выход среды из системы. Закрытие клапана обеспечивается прижатием пружиной золотника к седлу.

### Отсечная арматура

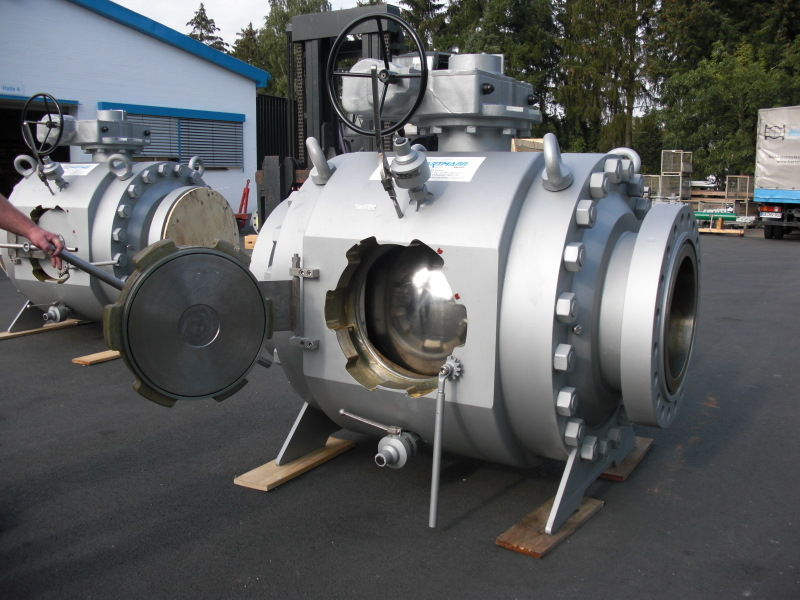
Большой промышленный шаровой кран с электроприводом.

При нарушении нормального хода технологического процесса или возникновении аварийной ситуации в ряде случаев возникает необходимость быстрого отключения агрегата, трубопровода или его участка от общей системы, для этой цели служит отсечная арматура. В отличие от другой защитной арматуры, отсечная действует не непосредственно от среды, а с использованием внешних источников энергии по команде от специальных датчиков, а также может быть дистанционно открыта и закрыта персоналом.
Отсечная арматура представляет собой быстродействующие запорные устройства, клапаны или задвижки, снабженные пневматическими или электрическими приводами. Запорный орган этих устройств может быть в виде тарельчатого клапана, крана с конической или шаровой пробкой или в виде задвижки. Чаще всего применяются быстродействующие отсечные клапаны и задвижки с односторонним пневматическим поршневым приводом, так как этот тип привода способен создавать большие усилия закрытия, жёстко фиксировать положение рабочего органа в состоянии «закрыто» и отличается быстродействием — приводы этого типа могут закрыть клапан или задвижку очень большого размера за несколько секунд. Но встречаются и другие конструкции, например отсечная крановая с шаровой пробкой арматура, оснащенная электрическим приводом, на рисунке слева.
Применяется отсечная арматура в основном в энергетике, в установках с очень большими параметрами рабочей среды, например на АЭС с реакторами ВВЭР из них формируют так называемые локализующие группы, способные полностью отсечь многочисленные системы от гермооболочки, в которой находится основное реакторное оборудование и сам реактор, для недопущения выхода радиоактивных веществ из неё, а также с целью прекращения подачи в неё рабочих сред.